# Border Break
《Border Break》為世嘉製作的網絡第三人稱射擊遊戲機台遊戲，於2009年投入營運，在標題偏旁副題標示有「世嘉網絡機械人戰爭」（SEGA NETWORK ROBOT WARS）。遊戲營運模式為店家與世嘉公司分帳（Revenue sharing）。玩家能夠從遊戲操縱機械人“Blast Runner”（ブラスト・ランナー），與日本及部份海外地區玩家一同進行最多10人對10人的團隊對戰。遊戲一大特徵是採用Game Point（GP）作為玩家進行遊戲的運作時間或購買虛擬裝備配額。在遊戲內，1GP等同現實一秒鐘時間。此外，Border Break 與同公司另一大型電玩 「三國志大戰 War Begins」，為首批於日本以外地區使用大型電玩網絡「ALL.Net」的遊戲之一。
2018年8月2日，以免費課金遊戲的形式登陸日本PS4上。
現時本條目記載內容，主要針對以2017年9月6日開始營運的最新版本（Border Break X ZERO PLUS）。
2019年官方發表街機版結束營運公告，因硬體老舊、替換的零件以及IC卡的停產等其他因素，並決定2019年9月9日〈同時是Border Break十周年〉結束營運。
2019年9月27日撥放最後的BB.TV，並感謝日本各地區玩家的熱烈支持
2023年6月8日官方發表PS4家機版結束營運公告，並決定於2023年9月9日迎接Border Break十四周年結束營運。

## 遊戲背景
- 以下內容為機台片段及相關書籍中節綠

「Soter計劃」啟動與新物質「Newd」
西曆22世紀，人類為面對地球能源危機，多個國家共同設立了研究機關「GRF」(Global Resource Federation) 並在衛星軌道上建造巨型研究設施 「E.O.S」 （エイオース）。隨著「Soter計劃」（ソテル計画）啟動，「E.O.S.」派出無人探索船到宇宙嘗試尋找新資源。經過十多年等待後，其中一首歸航的探索船，載回帶有綠色光輝的奇異物資。該物質每當遇到外來刺激就會釋出熱能，物質形態上亦容易變化，而且還能夠與其他物質融合增殖，於是將該物質取名為「Newd」（ニュード，New-Dynamic縮寫）。是次發現被視為當時解決能源危機一大突破。
「大污染」事故及「復興暦」更替
自發現 Newd 後，GRF 利用 Newd 研發出「Newd Drive」（ニュード・ドライブ），並成功將其實用化，使得新能源發展取得重大成果。但後來E.O.S發生爆炸事故，該事故使儲存於設施內的 Newd 大量散落到地球上。而在Newd著陸地區，當地人們因「Newd污染」而大量死亡。表面上，Newd 是解決能源危機的明日之星，而事故前GRF亦從未對外交代有關 Newd 的毒性。故此全球多國因此陷入巨大恐慌之中。該事件過後，人類為求修復地球環境，故將「西曆」更替為「復興曆」（R.E.）。
環保團體「EUST」與「GRF」抗爭
R.E.13年，環境保護團體「EUST」(Environment Union against Space Threat) 成立，該團體以「完全除去Newd污染及和平使用Newd」為活動宗旨。組織在追究「GRF」在「E.O.S.」的爆炸事故責任中，取得公眾注意而逐漸莊大。隨後，「GRF」及「EUST」雙方各以名為「Blast Walker」（ブラスト・ウォーカー）的採堀用機械人，收集散落地球在上的「Newd」。其後雙方更發生武裝衝突，亦將「Blast Walker」武裝化。R.E.35年，以「Blast Walker」為藍本的，並配合當年「GRF」開發的「Newd Drive」作動力的人型兵器「Blast Runner」，「Cougar I型」（クーガーI型）完成並投入戰場作戰。
「康斯坦察屠殺」
在 Couger 系列推出前，導致 GRF 與 EUST 武力鬥爭的其中原因之一。在康斯坦察，GRF嘗試利用武裝化Blast Walker 對 EUST 在當地展開活動的示威隊伍進行威嚇及鎮壓。可是Blast Walker裝備影響關係，刺激到殘留在地面的Newd，結果導致現場變成火海。事件導致示威隊伍成員全部身亡，只剩下搭乘Blast Walker 的 GRF 隊員無事生還。儘管本來是一樁「事故」，但該事件的有關資訊卻被操控及竄改成「GRF殺人事件」。
傭兵市場完成
在「TSUMOI工業」（TSUMOIインダストリ）推出「Cougar I型」後，「Aeron Earhart」（エアロン・エアハート） 、 「Benno」（ベンノ）及「Nakshatra」（ナクシャトラ）三大企業亦加入製造「Blast Runner」行列，使 GRF 與 EUST 軍事衝突亦因此變得激烈起來。雖然 GRF 與 EUST 抗爭表面命義是「爭奪Newd採掘設施」，但輿論認為本質是「藉爭奪Newd取得世界控制權」的鬥爭。另一方面，GRF 與 EUST 兩組織為挽留操縱 Blast Runner 的人才，亦開始對傭兵提供大額報酬。R.E.38年，為 GRF和 EUST 兩組織提供傭兵及傭兵活動支援的民間軍事企業「Mag Mell」成立。而各位玩家為其中一名於 R.E.46 年加入 Mag Mell 的傭兵。
Newd技術發展與戰火擴大（ver2.0基本背景）
隨著Newd技術發展，繼「電漿炮」及「Newd狙擊槍」後，次世代Blast Runner用攜行武器亦陸續出場。隨著新到裝備及機體出現，大型機動兵器「Waft Loader」亦應運而生，使得戰鬥廷伸至空中，戰火規模也因此變得混亂和擴大。
「未知侵略者」的來襲（ver3.0基本背景）
一直以來，只有EUST和GRF兩大陣營為著Newd爭奪而奔走。而事態在R.E.55年出現預想外的變化。謎一樣的軍事組織「Eigen」冒起，他們坐擁巨大氏器，強化機體，以及大量無人機種種規格外的戰力，在各地的Newd採掘設施進行破壞。他們對外宣稱其目的是為了「根絕不適應地球受Newd污染的種種生命」。EUST、GRF 兩方陣營眼見及此，決定一時休戰，合組「Mag Mell聯合軍」為人類存亡而奮戰。
第二巨大兵器 與 要請兵器（ver3.5基本背景）
戰況在Eigen猛攻及在聯合軍猛烈抵抗延續下，R.E.56年，Eigen 決定繼 Citadel 投入另一首巨大兵器 Ard-shaula，使戰況變得更為激化 。Mag Mell 見狀決定投入以「雖然有使用限制，卻有無比破壞力」為開發主軸的「要請兵器」Bolt-Arm 系統，用以抗衡 Eigen 的超科技軍事力量。
Newd結晶隆起 及 Newd噴出口的出現（ver4.0基本背景）
因與Eigen戰鬥，使得原潛藏地面下的Newd結晶突如噴出，在各地亦相繼發生了「Newd 噴發」的現象。Mag Mell 為控制事態導致的Newd污染及究明噴發原因，於是在世界各地召集 Border，以「盡能力回收最多的Newd」為目標發動了「Newd Scramble」計劃。但收集手段卻一概不問，Border之間籍此為個人名譽而戰鬥...

## 人物介紹

### 玩家角色
玩家可選擇的角色，代表著玩家在遊戲中的化身，現時共有13人（7男6女）可供選擇。玩家可以在個人設定中利用裝身道具改變角色的膚色、髮型和服飾。部份玩家角色的配音員至今未對外公開。
以下為人物基礎設定：
男性
熱血型－「レオ・シキシマ」 CV：川上貴史
24歲日美混血兒。先天型Newd耐性保持者。
其父親為傭兵而母親曾受到Newd污染而中毒，而レオ正是中毒中的母親誕下。
後來父母先後離世，レオ便往在孤兒院，長大後受到身為Border的師傳影響學習駕駛Blast，後來為代替師傳而成為傭兵。
冷酷型－「レイン」CV：鈴木恭輔
身世不明的人物。據聞正在追縱某個人。
資深型－「ゴードン」 CV：下山吉光
41歲，英國出生。從GRF的Blast部隊→AE社的測試機師→直至隷屬Mag Mell的傭兵為止多次轉職。
身為歷戰傭兵說話也非常有自信，擊破敵機後甚至會痛罵對手經驗不及自己。
少年型－「ティント」 CV：高倉有加
澳洲出生。小時因為貪玩成功操控乘坐的Blast，自此定下志願要成為Border。
性格頗弱氣連帶對話也有點口吃，但某些對白也有表現出其潛在鬥志。
自戀型－「ジュダ」 CV：久保田健介
國籍不明，原本是和GRF有關的企業的從業員。因接受了附加Newd耐性實驗時失敗變得只能在污染地域中生存。
性格似乎不壞，但有著女性般的自戀性格，經常誇耀自己的機體的美。
老練型－「ゲルト」 CV：ケン・サンダース
國籍不明。原為隷屬GRF的警衛部門，因為Blast抬頭，警衛部隊因而解散。擁有Newd耐性的他後來成為了Border。
語氣凶狠，還會獰笑，而且經常把「獵物」和「報酬」這些字句掛在嘴邊，明顯是一個為錢而成為Border的人。
無畏型－「ユーリ」 CV：松岡禎丞
其台詞內容相當大膽，有中二傾向發言，部份台詞會把同一個字連說三次，也會講很流利的英文。
女性
認真型－「リサ」 CV：倖月美和
日籍，為反對使用Newd能源運動參與者和受傾倒影響而受污染者的雙親所誕下。
大小姐型－「シェスティン」 CV：中村崇恵
薩克森連邦出生。身為Benno幹部的女兒的她在10歲時已經能一手一腳操控Blast Runner。
富家女代表，造型高貴又大方，談吐大方。
少女型－「ミリー」 CV：井浦愛
澳洲出生。和義弟ティント同住一間孤兒院。為了協助經營孤兒院和ティント一同邁向Border之路。
語調卻顯得很輕鬆，完全把戰鬥當成遊戲似的。
雙手抱著的物件會隨著衣服更換而變化。
知識型－「アスカ」 CV：原紗友里
日本血統的美國人。透過身為TSUMOI技術員的父親所擁有的愛機成出資料分析並直接向各社的技術員提供改良方案。
和其他人對話時會談理論。
語調非常文靜，更像知識份子。
冷靜型－「ウルスラ」 CV：勝生真沙子
國籍不明。為戰死的戀人報仇而成為Border，練得一手一流的駕駛技術。
語氣和ゲルト一樣凶狠，但並不險惡。
曾為「SABER Ⅱ型」的測試機師。
無情型－「クユラ」 CV：內田真禮
說話語氣低聲細氣而缺乏感情變化，骨子裡其實充滿自信。是大家心中理想的真正冷靜型美女。

### 其他角色
フィオナ（Fiona）CV：七緒はるひ
隷屬支援Border的組織「Mag Mell」。這個精通10國語言的美女乃不少人的女友理想對象…仍然獨身。非Newd污染者。
在遊戲中經常出現，特別是遊戲連線畫面中的半身像，手中持有寫著「不要看啊（見ちゃダメ）」的文件夾為其特徵。綠髮美人，巨乳。
後來在Ver,3.0 起，在遊戲模式「聯合戰鬥」中擔任連合軍的通訊員。
チヒロ（Chihiro）CV：高倉有加
遊戲中擔任EUST的通訊員，東亞風短髮少女，非Newd污染者。
與多個GRF企業有關的科學家女兒。大學時期，在某次志願活動到訪中東時親眼觀察Newd污染的現狀，從此變成現在的情況。
ヒルダ（Hilda）
遊戲中擔任GRF的通訊員，和チヒロ相對的金髮洋人美女，先天性Newd耐性保持者。
GRF某幹部的女兒。自小接受英才教育，被看好將來有望成為司令官。
グラント
遊戲中在管理機件與武裝購買畫面中出現。言行頗粗暴，但對Blast擁有豐富知識，Cougar NX的設計者，體型強壯猶如其好友ゴードン。
原本為傭兵，受傷後因機遇而加入Mag Mell。設定上因為舊患惡化，Ver.2.0起把機體整裝的工作交給チェスカ。
公式漫畫《ボーダーブレイクNA》和外傳小說也有登場，故事上頗重要人物。
チェスカ
Ver.2.0開始出現，遊戲中在更改機體畫面與及改變機體外觀的畫面中出現。
希望能成為グラント的弟子的技師少女。現時正代替舊患惡化的グラント，負責為一眾Border提供第一手支援。
設定上原本是收拾破爛機件販買維生的少女，因接觸Newd而中毒而成為後天型Newd抗性擁有者。
オズ（OZ）CV：加藤英美里
BBS武登場的新角。負責管理BBS武開始出現的新素材「シード」，玩家獲得シード的畫面都會出現。
エリカ・ラニ（Erica Lani）
EUST的任務領隊。
「雙霸大攻防戰」中的EUST代表。
ギルフォード・キャンベル（Gilford Campbell）
GRF安全保障本部，統合保安作戰參謀部的作戰參謀。
「雙霸大攻防戰」中的GRF代表。

### エイジェン（Eigen）
Ver.3.0（BBU）中新追加的特殊遊戲模式「聯合戰鬥」中登場的敵方角色。
ゼラ（Zera）CV：白石稔
Eigen軍隊的王牌機駕駛員，軍隊的指揮官。
經長時間處於佈滿高密度Newd環境內，身體產生變異而成的超級Newd耐性保持者。
口調相當輕佻，究竟是本性就是這樣還是因為要挑撥玩家才會這樣說話則不明。
當玩家把Citadel/Ard Shaula（Eigen的母艦）的動力核心打破至一定程度後ゼラ便會覺醒，性格顯得憤怒。
專用機體為一台特製夜叉，裝有附武器的特殊飛翼。
ジーナ（Zena）CV：明坂聰美
Ver.4.0追加的第二名Eigen王牌機駕駛員。
其防護衣強調性感。平時口調很冷靜，但會加以取笑被其擊破的玩家，覺醒後性格會變得非常兇狠。
專用機體為一台特製B.U.Z.，同樣裝上附武器的飛翼，並有特殊護罩
エーカム・アドリシュタ・ソーマ（Ekam Adrsta Soma）CV：柚木涼香
BBS武追加的新角色，為Eigen軍的特別機師。
其性格異常變態和瘋狂
在聯合戰鬥的據點侵攻指令裡低機率隨機出現，駕駛アドリシュタ並其配色是紅色的機體。
アドリシュタ並無追加任何背包卻有猶如王牌機的強度。
サプタ・イフリット・マンガラ（Saptan Ifrit Mangala）CV：江口拓也
BBX追加的新角色，為Eigen軍的第二位特別機師。
其性格十分傲慢，連身為上司的ゼラ都夠膽稱之為「ゼラ坊」，加上那種連開門也會把門破壞的粗暴個性，讓ゼラ感到頭痛不已。
在UB中以「イフリット」的名稱，低機率隨機駕駛一部紅色阿修羅出現，武器是LBR+電漿火箭炮+光刀+AC，和特殊強化機兵（電磁加速砲）一樣有長時間在空中飛行的能力。
ディオナ（D/o‐NA）CV：七緒はるひ
BBX Zero追加的新角色，為Eigen軍的第三位特別機師。
在UB中低機率隨機駕駛一部紅色Z.t.出現，武器是LSG+火箭炮+鐮刀+AC
強化機兵們
Eigen軍隊的一般機師。
根據機體的不同，戰鬥服的顏色、裝飾也有不同。
和ゼラ一樣身體因長時間處於佈滿高密度環境而產生變異，但強度不及ゼラ。
對白都很簡單，但缺乏感情和沒個性

## 遊戲模式
- 全國對戰 （全国対戦） - 主要的遊戲模式,系統會按照玩家等級,自動安排到任意準備開戰或開戰中的戰場。
- 活動戰鬥 （イベントバトル） - 於Ver.1.5新增的模式。當官方舉辨活動時，玩家就可以參與該模式遊戲。玩家可以從該模式EP換取虛寶獎勵，遊戲玩法採用別於一般的課題。（詳細下述）
- 大攻防戰 （大攻防戦） - 於Ver.2.5新增的形式。玩家會被安排到 攻擊 或 防衛陣營，各以 攻陷敵方核心 或 耗盡作戰時間 為作戰目標。此外據點佔據系統及作戰時間，與平常玩法略有不同。
- 聯合戰鬥 （ユニオンバトル） - 於Ver.3.0新增的模式。當官方舉辨活動時，玩家就可以參與該模式遊戲。十位玩家合作，以擊退電腦隊伍為目標。（詳細下述）
- 爭奪戰 （スクランブルバトル） - 於Ver.4.0新增的模式。當官方舉辨活動時，玩家就可以參與該模式遊戲。玩家將會以一敵九，以搶奪最多Newd碎片為目標。（詳細下述）
- 小隊戰 （スカッドバトル） - 於Ver.4.75新增的模式。當官方舉辨活動時，玩家就可以參與該模式遊戲。方式與全國對戰模式相若，在配置完全平衡的場地進行四人對四人對戰。
- 自訂 - 用以更換玩家的「角色部件」（キャラクターパーツ），購買及更換Blast Runner塗裝，裝備及武器。
- 教程 - 遊戲的教學模式，讓新玩家（或D5級玩家）理解遊戲操作及規則的模式。
- 集團演習 （集団演習） - D5級別玩家專屬的練習模式，系統會集合D5級玩家一同挑戰電腦操作的隊伍。
- 個人/店內演習 （個人/店內演習） - 可以自選參與人數及場地的練習模式。主要方便玩家確認機體性能及交流。(Ver.2.7導入)
- 公會演習 （クラン演習） - 遊戲的公會對戰模式，能讓志同道合人士組建隊伍一齊參與隊伍戰或代表公會對戰的模式。（玩家需要使用 BB.net 進行參加手續）
- 模擬戰 - 唯一無法選擇的模式，每當玩家參與各種模式時，所處戰場的人類玩家合計不足四人或八人時，系統會將對戰變更成「模擬戰」，並等待足夠人數才中止模擬戰並重新開始對戰。在模擬戰中，戰鬥時間只有300秒及GP消耗率會緩和（大約「1GP/兩秒鐘時間」），戰鬥後亦不會存在CP增減。

### 活動戰鬥主要分類
- 裝備限定戰 （装備限定戦） - 官方會指定玩家使用特定武器裝備為課題的戰鬥，多為新公開武器及裝備。
- 機體限定戰 （機體限定戰） - 官方會指定玩家使用特定機體為課題的戰鬥，多為未公開機體。
- 勢力戰 （勢力戦） - 於Ver.1.5新增的形式，玩家會被分派到 EUST 或 GRF 陣營並綑定背景。活動最終成績會以兩陣營的勢力得分作準。

## 遊戲規則
玩家操作機械人“Blast Runner”總行各種團體戰

### 基本規則
全國對戰，活動戰鬥中的裝備限定戰，機體限定戰和勢力戰也是以該方式進行。
進行最大10人對10人，長達600秒（十分鐘）的團隊對戰。（人數方面會隨戰場規定而變更）
主要作戰目標為擊潰敵方據點內的「核心」（コア）為目標。當某一隊「核心」被徹底破壞或作戰時間耗盡時，戰事就會結束，勝負取決於兩隊最後一刻「核心」耐久力的多少。
另外，隊伍中一部“Blast Runner”亦相等於1/160的「核心」耐久力（意義上的「軍力」）。
其中於Ver.4.0，在戰場設定導入了「特殊狀況」。特殊狀況會隨時發生，玩家可以利用這點逆轉戰局。
特殊狀況共四種，「據點處理高速化」，「索敵機能障礙」，「修理Box投下」及「BA Capsule投下」。
- 據點處理高速化 短暫使佔據速加速快。
- 索敵機能障礙 短暫使索敵機能無效化。
- 修理Box投下 投下能使自機全回復的物品。
- BA Capsule投下 投下能使要請兵器計量全回復的物品。

### 大攻防戰 （大攻防戦）
於Ver.2.5新增到活動戰鬥模式中的玩法。
玩家會被自動安排到 攻擊 或 防衛陣營，各以 擊破敵方核心 或 耗盡作戰時間 為作戰目標。
作戰開始時，作戰時間設定為300秒，全部據點全為防衛陣營方獨佔，只開放最前線據點給兩方爭奪。
每當最前線據點被攻擊陣營攻略後，作戰時間會延長一分鐘，上限為600秒。該據點也無法再被防衛陣營佔據，而且更會解鎖防衛方前線據點佔據機能。
攻擊陣營和防衛陣營一方不同的是，攻擊陣營完全沒有核心耐久力這回事。

### 聯合戰鬥 （ユニオンバトル）
於Ver.3.0新增遊戲模式。
玩家將不分 EUST / GRF 身份，十人聯合抵禦由電腦控制的第三方武裝組織「Eigen」（エイジェン）阻止其將我方核心擊潰。
遊戲序盤會進行「據點奪回戰」，遊戲序盤會讓玩家約100秒時間先行佔據並鎖定據點擁有權。中盤則是「巨大兵器迎撃戰」，玩家們要餘下700秒的作戰時間內，確保核心健在 或 將敵方巨型兵器擊破。
敵方主要派出 無人兵器（Drone），強化機兵及王牌機兵應戰。
- Union Order

從Ver.3.5開始，將對方侵攻環節變更成「Union Order」，玩家除了需要應付「據點侵攻」還有「破壞散布各處的Newd吸收裝置」，「擊毀進攻基地的大型機動兵器」及「擊毀飛去基地的大型巡航機雷」。抵禦成功後，會增加Union Cube作報酬。
Union Cube每儲夠十個能進行虛寶抽選。
- 巨大兵器「Citadel」（ツィタデル）

直徑250m的圓盤型巨型浮游要塞，離地約80至100m高飛行。武裝方面擁有一枝指向聯合軍核心的主炮，主要武裝有「擴散熱線炮」及「特殊榴彈砲」，防衛武裝方面擁有多門「電磁炮台」及「導彈炮台」。
玩家要暫停它前進，需要預先解除一定數量防衛武裝，再以 Satellite bunker 打擊才能令其短暫停頓。
機能停頓時，玩家可在停留其下方的傳送圈中，按下動作鍵將自機傳送到內部對其核心進行破壞。Ver.3.5開始，只有它會隨機派出多部大型機動兵器"Golem"襲擊自軍基地。
- 巨大兵器「Ard-shaula」（アルド・シャウラ）

於Ver.3.5新增的敵艦，巨型四足步行要塞，武裝方面擁有一枝指向聯合軍核心的主炮，主要武裝有「充能電漿炮」，「擴散熱線炮」及「特殊榴彈砲」。防衛武裝方面擁有多門「火箭炮台」及「榴彈發射炮台」。
玩家要暫停它前進，同樣需要預先解除一定數量防衛武裝，再以 Satellite bunker 打擊令其短暫停頓。另一方法,則是破壞四足上其中兩台「輔助動力」。
機能停頓時，玩家可在停留其下方的傳送圈中，按下動作鍵將自機傳送 或 利用「強力彈跳台」跳到其身上踏板，跳躍進入其內部內部對其核心進行破壞。

### 爭奪戰  （スクランブルバトル）
於Ver.4.0新增遊戲模式。
玩家將會參與以一敵九的個人戰，目標是指定時間內（約600秒）爭奪場內最多Newd碎片或上限值。
Newd碎片共分 1NP、5NP及10NP 三種。碎片可以透過場內Newd噴出口、破壞Newd結晶 或 擊破其他對手取得。
由於是個人戰，各據點和維修點也是開放使用，區域移動使用也因此變得有限制，而且會在時限後強制出擊。
每次對戰會分三次提供各參與者位置，為時30秒。

### Blast Runner
玩家操作的人型機械人“Blast Runner”，簡稱“Blast”（ブラスト）。玩家可透過取得「素材」，「勳章」，「Union Level」（ユニオンバトル） 和 利用「GP」購買“Blast Runner”各部份裝備以調整性能。

#### 機體部位
"Blast Runner" 身體由四部份組式，「頭部」、「胴體」、「腕部」、「腳部」。除了裝甲強度，各種部位組件均會影響玩家的機體性能。
其中，在 2.7引入晶片系統 ；4.5版本更新則為四部位分別引入了 Newd Defender 系統， 預備彈藥量 及 衝刺加速性能 等能力。
以下為各部位主要影響：
- 頭部：射擊補正，索敵性能，鎖定目標距離，N-Def回復量
- 胴體：噴射器容量（Jump 和 Dash 使用上限)，SP計量供給率（特別裝備使用額補給），區域移動時間，N-Def耐久值
- 腕部：武器重新裝填時間，變更武器時間，射擊時吸震能力，預備彈藥量
- 腳部：步行速度，衝刺性能，重量耐性，衝刺加速

於自訂模式內，會以列出五角圖表，以顯示機體五方面的綜合性能
- 裝甲：綜合各部位裝甲強度
- 機動力：綜合步行及衝刺性能
- 射撃：綜合腕部，武器等各射擊關聯項目
- 感知：綜合索敵及鎖定目標性能
- 能源：綜合噴射器容量及SP計量供給性能

如裝備的所有組件均屬同一系列（即使不同型號），更會根據開放該系列套裝的性能加乘。例如：射擊補正，衝刺性能等。

#### 兵装
除此之外，每部“Blast Runner” 存在著「強襲」（Assault）、「重火力」（Heavy）、「游擊」（Scout）、「支援」（Support）四種類的「兵装」。在遊戲內每次出擊，玩家可以自由裝備某套兵裝進入戰場。自機被擊破後，亦可以隨意更換另一套兵裝再次進入戰場。遊戲初期只開放主、副武器，需要累積遊戲時數或分數，逐步解禁補助装備及特別装備。補助装備無法透過維修台補給。而遊戲後期版本，更加入不少影響四兵裝主要印象的裝備。
以下是各兵裝介紹：
- 強襲兵裝 - 初期配備 衝鋒槍、投擲式爆炸物、近接兵器及Assault Charger[10]

裝備形象是使用連射槍枝及能快速移動進行突襲，附有大劍型近接兵器作輔助武器，在遊戲初期是幾近一擊必殺的大威力武器。後期主武器發展更至低連射但單發高威力槍枝、霰彈槍，副武器有飛彈箱及雙手近接武器。
- 重火力兵裝 - 初期配備 重火器、火箭筒、電子干擾手榴彈 [11]及榴弹炮

裝備形象採用高持續火力武器作定點鎮壓防衛，能進行遠距離砲擊支援。後期補助装備能採用電鋸或撞針型近接武器，特別裝備更有掩體裝置及UAD（Unmanned Attack Device）等一類近距離特化裝備。
- 支援兵裝 - 初期配備 霰彈槍、地雷、索敵感認器、維修器具

裝備形象主要使用泵動式霰彈槍，能設置陷阱，感知敵方入侵及維護我方戰力健康。後期部分主武器發展至能夠連射甚至單發高威力槍枝，補助装備方面則有定點感應器及彈藥箱。
- 游擊兵裝 - 初期配備 雙手槍、狙擊槍、偵察機、光學迷彩裝置

裝備形象是兩手使用手槍作近中距離戰鬥，能使用狙擊槍遠距離射擊，補助装備方面為偵察敵方位置或定點自律武器，特別裝備為護盾裝置或能夠隱形的光學迷彩。

#### 廢止兵裝及延伸發展
- 狙撃兵裝  - 初期配備 狙擊槍、手槍、步哨防禦槍[12]、護盾發生裝置

游擊兵裝前身，Ver1.0 至 Ver.4.75 實際存在的兵裝。裝備形象是能遠距離射擊，附有定點自律武器，近距離接戰能力異常弱。 後期變化是各兵裝中最為明顯，兵裝主武器發展至一些槍枝採用炸藥彈頭、更有部份槍枝在無準星下能在中近距離能勉強使用，副武器更有地雷及附有妨礙機能槍枝，補助装備則有充能匕首，特別裝備更有光學迷彩及自攜式自律武器。
但由於遊戲設計玩家能快速移動，加上槍枝火力之高而調高操作難度，使該兵裝應用難度極高。加上部份裝備評價不良，導致對戰中實際貢獻和玩家使用率較其他兵裝低，最後在 BBX 將之改革成游擊兵裝，而該變革使狙擊兵裝變成與支援兵裝共同分擔戰況輔助面的職責。
變革成游擊兵裝後，原先為副武器系統的手槍類武器，一律改成雙槍主武器，同時也將原本強襲兵裝主武器系統的 「D90系列」 (雙手輕機槍) 抽調納入為狙擊兵裝主武器系統,。
原先的狙擊槍則變成副武器系統及減少一半攜行彈藥, 狙擊兵裝其中一組副武器「圓鋸發射器系列」則改編入支援兵裝的副武器系統。
支援兵裝的「偵察機系列」和「雷達裝置系列」兩組轉助裝備抽調成游擊兵裝一部份。
原先的狙擊槍特別裝備「照準補正装置系統」更被廢止。

#### 武器屬性
各種武器在2.0版本起，引入「實彈」、「爆發」、「Newd」 和 「近接」四種武器屬性，玩家可以從自訂模式得知武器有關的屬性。
武器屬性主要對設施或中立兵器有所變化，以下為各武器屬性的特徵：
- 實彈：對裝甲較厚的中立兵器傷害較弱。
- 爆發：對攻擊對象付於穩定破壞力，對核心也比較有效。
- Newd：對精密機械（設施 或 中立兵器）損害較大，但對核心損害比較少。
- 近接：對大部份目標有效，對障礙物則比較弱。

#### 晶片系統
2.7版本主要更新內容之一。該系統在作中全寫為“Expansive Chip Electronical Enhance Designing”簡稱 “ECEED”，利用「晶片」（チップ）對Blast Runner提供軟件上強化的選擇性裝備。
晶片本身隨功能差異會有不同插頭大小，而機體插糟空間大小是根據機體四部位的插糟空間合計得出(小數全省略)。晶片取得方法，則需要在自訂模式內先預約晶片開發，再到全國或活動對戰模式中完成戰鬥，根據戰績推進及完成晶片開發。
晶片主要為三類：特殊機能、機體強化、機體動作。插入後可為機體追加特殊機能、強化機體性能或自訂機體操作。
部份晶片功能例子：
- 特殊機能系：「Anti-Break」（アンチブレイク），一定裝甲值下，能避過大威力攻擊造成的立即「大破」。「設置物回收」，接近自機設置物時，變得可以透過觸碰顯示屏回收設置物。
- 機體動作系：「Quick Turn」（クイックターン），能透過Action按鈕進行瞬間180度轉身。
- 機體強化系：「Newd威力上昇」，可以加強Newd屬性武器威力。

#### 要請武器
3.5版本主要更新內容之一。作品中，該系統全寫為“Bolt-on Arms”，當「要請武器圖示」外光環計量表完整後，玩家可以按下該圖示使用在有限時間及彈藥使用要請武器。
光環儲值則需要在戰鬥期間等待外，還可以透過得分或據點佔據等方法使其加速。
部份要請武器：
- Balam重機砲（バラム重機砲）：B5級起可以使用的大口徑雙門機關炮。使用時間限制為45秒。
- 爆撃通信機（爆撃通信機）：A5級起可以使用的設置通通機。設置方法跟 Satellite bunker 無異，設置後能召喚爆撃機進行空襲。設置時間限制為30秒。
- 自動炮（オートガン）：B5級起可以使用的設置步哨防禦炮。設置方法跟 Satellite bunker 無異，攜有75發飛彈的大型步哨防禦炮，彈盡後或設置後60秒後自動消滅。設置時間限制為30秒。

#### Newd Defender
4.5版本主要更新內容之一。該系統(簡稱 N-DEF)在作中為第三世代 Blaster Runner“F3 Blast”的標準裝備。該系統可視為本體以外的額外裝甲，要先破壞N-Def才能傷及本體。
性能取決頭部的 N-Def 回復量 及 胴體的 N-DEF 耐久值。 N-DEF損傷或無效化後,需要到據點範圍內徐徐回復。

#### 機體重量
在遊戲系統上，Blast Runner的身體部件及武器本身存在重量。當重量超出「腳部」的「重量耐性」時，就會導致自機移動力下降。而玩家只有一部Blast Runner及指定的四種兵裝來參與戰鬥。所以玩家需要按自己要求，更換機體部件及裝備以配合四種兵裝的作戰風格。

### 戰場設施
戰場設有各類設施，供玩家使用，各種設施在地圖設計上有著細膩戰略平衡。

#### 基地（）
敵我雙方均擁有的設施，遊戲最基本的據點，基地內設有「自動炮台」「雷達設施」「彈射台」「維修台」及主要攻擊對象「核心」。

#### 可破壞設施
以下所列設施是遊戲中能夠破壞。除了核心外，全部能透過支援兵裝的「維修器具」進行修復。
核心
存在於雙方基地內部的重要設施，遊戲中最主要的「軍力」。敵我雙方需要攻擊的目標。
※在「大攻防戰」中，只有防衛隊伍的基地內存有核心。
雷達設施（レーダー施設）
存在雙方基地內部的設施，當敵方進入基地範圍，就會自動以紅點在地圖上標示。「雷達設施」被破壞後就會失去其功能，而「雷達」本身無法自行修復。
自動炮台（自動砲台）
存在雙方基地內部的設施，當敵方進入炮台視野範圍，就會自動瞄準敵方攻擊。敵方能夠破壞「自動砲台」避過攻擊，與「雷達」一樣本身無法自行修復。後期更新加入低火力的「簡易自動砲台」及高火力的「強化自動砲台」。
砲塔
中立攻擊設施，無限量備用彈藥，提供前方全180度的攻擊範圍。所有人是能夠破壞「砲塔」的，而「砲塔」本身不會令使用者「無敵化」，故玩家可利用這點將炮台上使用者擊破。雖然「砲塔」能夠破壞，但它是能夠自動地完全修復（但時間需時）。Union 3.5 更新後，將其細分成四種類。
- 砲塔R（ガン・ターレットR） : 裝備了「火箭筒」，武器特性與重火力兵裝「火箭筒」類同，三連射。
- 砲塔G（ガン・ターレットG） : 裝備了「雙門機關炮」，武器特性與重火力兵裝「機關炮」類同，可持續發射炮彈，但會出現炮身過熱的狀況。
- 砲塔M（ガン・ターレットM）: 裝備了「MLRS」，武器特性與重火力兵裝「MLRS」類同，飛彈可透過鎖定機能追蹤敵機。
- 砲塔L（ガン・ターレットL）: 裝備了「榴彈發射器」，武器特性與強襲兵裝「榴彈發射器」類同，可發射多發。

#### 常設設施
以下所列設施是無法破壞，多為戰略輔助設施。
彈射台（カタパルト）
貼近踏台按動動作鍵後，能使自機彈射到遠處的設施。
基本上，設置在「基地」內或「據點」附近，「彈射台」的彈射向方向多為各「據點」附近。
彈跳台（パワーバウンダー）
Union 3.5 更新後加入。
踏上踏台正中，強制令自機垂直彈跳到高處的設施。
據點
雙方對伍可以佔領的設施，據點經佔領後，會由「中立」變成「某勢力」的據點。屬於佔領「勢力」的玩家在被擊破或利用「區域移動（エリア移動）」後，能夠使用該據點回到戰場。在4.5更新後,能為 N-DEF裝備回復。
而Ver. 4.5更新後，加入了浮遊型據點，主體下有數個空間能夠進行佔領。※在「大攻防戰」中，防衛方的據點遭攻擊方佔領後，將無法再佔領該據點。
索敵設施（索敵施設）
Ver. 4.0 更新後加入, 設置在戰場上裝置，使用方法和據點相似，所需佔領時間較短。佔領後能顯示特定範圍的敵機位置。
維修台（リペアポッド）
設置在各「據點」附近的設施，我方佔領「據點」後才能使用。「維修台」可以回復機體「裝甲值」及補給主副武器的彈藥。
電梯
設置在戰場上供 Blast Runner 點到點移動的手懸式電梯，主要用作穿梭高處或渡河的顯眼設施。由於需要機體用手懸吊使用，故無法進行各類攻擊，更換武器及上彈等動作。
兵裝換裝區域（兵装換装エリア）
Ver. 4.0 更新後加入, 設置在戰場上裝置，Blast Runner 能夠進行具更換兵裝的區域移動，準備時間為區域移動一半。
感壓擋板（感圧シャッター）
Ver. 4.0 更新後加入, 設置在戰場上防護裝置，Blast Runner 在踏板上，就會自動昇起擋板當作掩體。

### 特殊兵器

#### Waft Loader（ワフトローダー）
在特定戰場才出現的大型中立飛行兵器，場地中同時會處置停泊處 Waft Port （ワフトポート) 及 維修點 Repair Port （リペアポート) ，Blast Runner只要靠近機體再按「Action鍵」就可以登上，機員名額三位。Waft Loader 配備兩段威力的 充能砲台（チャージカノン）、 鏈式機關砲（チェインガン）和榴彈砲（グレネード砲），位於機體中後方的「Newd散熱口」（ニュードラジエーター）是Waft loader的弱點。與「砲塔」一樣，不會令使用者「無敵化」，敵方玩家可直接攻擊搭載在 Waft Loader下方的 Blast Runner。Ver. 2.7 更新後增設前方護盾的Waft Loader S。
Waft Loader 可容立一名機師(Driver)及兩名副砲手（Gunner 和 Bomber)，機體最少要有一名成員才能運作，單或雙人操縱時可自行更換座席。
- 機師 負責操作 Waft Loader 、主炮 Charge Cannon 及 Waft Loader S的護盾；
- 副砲手 Gunner 負責使用位於機體左下方的 Chain Gun；
- 副砲手 Bomber 負責使用位於機體右下方的 榴彈發射器。

Waft Loader 設施配套
- Waft Port （ワフトポート) : Waft loader 的停泊地點。當 Waft Port 發出光柱，Waft Loader 會於約30秒後出現。 當 Waft loader 每次擊破後，則需要再等候新的 Waft loader 停泊。（重置時間基本是60秒，但各場戰地設定均有不同
- Repair Port （リペアポート) : Waft loader 的維修地點。 Waft loader 在該處上空就能修復機體。但需要自軍佔領就近據點方能使用

#### Satellite bunker（サテライトバンカー）
“Satellite bunker”需要Blast Runner雙手攜帶的「圓桶」裝置，攜行時會使自身和攜行者隱匿化。出現方式與 Waft Loader 差不多，會在 Bunker Port （バンカーポート) 上出現。Satellite bunker設置成功後，能呼喚衛星炮擊，作出破壞戰局平衡的舉動。
Ver. 3.0更新後加入  “Satellite bunker" R，並具有「據點」機能，比原版重近一倍，而且有佔有時限，一旦超過時限就會自爆，其爆風會波及攜行者。
玩家靠近「圓桶」時能透過Action按鈕拾起（雙手攜帶的關係，意味著攜帶者無法進行攻擊），中途可以按Action按鈕放置「圓桶」 或 按B鍵拋出「圓桶」。按緊A鍵啟動「圓桶」後，三秒後就會出現巨大光束照射到地面上。
使用權方面，任何隊伍先行接觸「圓桶」，「圓桶」使用權就會被綁定，只有同隊人士能檢起及設置。若敵方要奪取使用權,就必需透過攻擊削掉耐久力令其中止機能及重置成中立狀態，而「圓桶」的耐久力是能在隊伍攜行時回復。
而在運送時將圓桶放進水中 / 砲擊期間耐久力耗盡，是會導致「圓桶」破壞後消失。

### Point（分/點數）系統
以下為Border Break 內常見分/點數。各種點數有著不同用途。
Game Point（GP）
以現實金錢所換取的GP，為遊戲時間及購買虛擬裝備所消耗的點數。除了特定條件及遊戲讀取情況下，GP會以「1GP/一秒鐘時間」地消耗。
以下為GP的於各地區的兌換率：日本為一百日圓 260GP，香港為五港幣 260GP，台灣為二十台幣260GP。而在部份店家亦提供GP兌換優惠。一般情況下，機台Credit（投幣）一次性上限為九枚，店家亦可以在繁忙（混雑）時段將該上限下調。
Battle Point（BP）
戰鬥中三種類行動（戰鬥，佔據，貢獻）的分數，當戰鬥結束後，系統會根據玩家間的BP，作參戰玩家總排名，而BP的多寡會影響戰門結束後報酬「素材」稀有度及Class Point遞減。
- 戰鬥分：主要得分途徑為「敵機擊破」及「擊破支援」（協助僚機機破），「連續擊破」、「以Critical Hit擊破」及「擊破敵隊伍最高分的玩家(Top Smash)」等會附上獎分。
- 佔據分：主要得分途徑為「佔據據點」及「停止敵據點運作」(使據點變成中立)等，連續進行該動作會附上獎分。
- 貢獻分：主要得分途徑為「修理・再始動」，「破壊設置武器」，「索敵」，「攻擊敵核心」，「打破膠着狀況」等對我軍有利的行動。

Class Point（CP）
每次全國對戰後，系統會根據戰鬥表現增減，當CP到達要求時，玩家就會進行升級認定任務（B4以上）或直接升級（B5以下），當CP底於某一數字就會被強制降級。但只有B5以下級別不會出現因CP扣減而強制降級之狀況。
Event Point（EP）
官方活動所取得的 Event Point，能夠用以交換官方活動的虛寶包。在 4.0更新後變成單純計分。

### 獎勵戰鬥
以下為Border Break 內獎勵系統，在每次戰鬥一定機率發動。官方亦會不定時將其機率提升。
- Break Chance : 提升勝出隊伍人員素材的稀有度。(壓勝變更至紅色報酬箱，勝利則黃色報酬箱) 。 4.0版本後更加入 SP Break Chance (變更至黑色報酬箱 - 更容易取得稀有素材) 。
- Double Up Chance : 勝出隊伍人員可以取得兩倍報酬素材。 Air Burst 更新後導入。4.0版本後更加入 SP Double Up Chance。(能開啟三倍報酬箱)。
- Class Up Chance : 勝出隊伍人員能取得額外的 Class Point，落敗隊伍人員會被扣除額外的 Class Point。 Air Burst 更新後導入。
- Seed Chance : 勝出隊伍人員能取得所有的種子箱，落敗隊伍人員能取得部份種子箱。 Ver.4.7 更新後導入。
- Union Chance : 在Union Battle 勝出後後，隊伍人員能取得額外的 Union Cube。 Union Ver.3.5 更新後導入。

### 虛擬道具
素材
遊戲素材存在 「鋼材系」、「能源系」、「稀有金屬系」 及 3.0版本加入的「集積回路系」 4大類用及七等級稀有度的素材，用以購入製作武器及機體的材料(另需要繳付GP)。在2.0更新後也能夠透過「素材交換」系統，容許以次等度素材換取上一等的素材。
取得方法基本在每次對戰後根據戰果派發五等級報酬箱，並個人戰績決定自行抽選數 及 中止遊戲時剩餘GP量 或 利用EP兌換處寶包隨機派發。在4.0更新後，全國對戰的報酬箱數量由10個增至15個，另加入 Scan Bonus Time ，隨時容許玩家在特定日子中有5次機會看穿報酬箱內容物。
種子
4.7版本加入的新資源，作中為核心突變分裂出來的碎片，種子分五等級，可用作換取上一等的種子、角色裝身道具、機體色板、徽章、異色裝備及第七等素材。
可透過每日/週勝出戰鬥、發生Seed Chance時參與戰鬥、參加活動、登入BB.net取得
勳章
現時遊戲版本中，存在著多種勳章。在遊戲中達成指定條件後取得，勳章分為「每次戰鬥（バトル毎)」或「累積次數」（通算)兩種取得方法，兩種系統再細分「攻撃系」、「支援系」、「特別系」3類型。
部分裝備更需要以指定勳章及數量作為基礎購入條件。

## 遊戲連動網站
網站 BorderBreak.net（簡稱「BB.net」），為本遊戲付費網頁服務，網頁設計原為日本國內手提電話取向。
該網站提供以下服務:
- 遊戲資料查詢(個人及其他玩家戰績確認、虛寶確認及營運地點等)
- 遊戲資料修改(人物頭像、稱號變更、預載機體設定到伺服器等)
- 承接個人挑戰任務
- 預覽自訂人物及紋章
- 公會活動創建及管理
- IC卡片保安,再發行
- 網頁遊戲「VARIABLE BREAKERS」及 Mini Game 「投票Battle」 (投票バトル！)
- BB.net限定角色部件、武器 及 日本手提電話專用手機鈴聲（透過「BB.net金幣」兌換，或網頁遊戲取得）
- 參與各種推廣活動（日本取向）

## 外部連結
- Border Break 官方網頁（页面存档备份，存于）
- BorderBreak.NET
- Border Break PS4官方網頁（页面存档备份，存于）